# Калька (документ)
Калька — вид документа, виконаний на кальці:
- Калька висот — документ на кальці, призначений для збереження отриманої в процесі топографічної зйомки інформації про рельєф.
- Калька контурів — документ на кальці, призначений для збереження отриманої в процесі топографічної зйомки інформації про ситуацію.